# Novopokrovka, Orihiv
Novopokrovka (în ucraineană Новопокровка) este un sat în comuna Bilohirea din raionul Orihiv, regiunea Zaporijjea, Ucraina.

## Demografie
Componența lingvistică a localității Novopokrovka
     Ucraineană (94,27%)
     Rusă (5,73%)
Conform recensământului din 2001, majoritatea populației localității Novopokrovka era vorbitoare de ucraineană (94,27%), existând în minoritate și vorbitori de rusă (5,73%).